# Gare de Tadotsu
La gare de Tadotsu (多度津駅, Tadotsu-eki) est une gare ferroviaire située à Tadotsu, dans la préfecture de Kagawa au Japon. Elle est exploitée par la JR Shikoku.

## Situation ferroviaire
La gare de Tadotsu est située au point kilométrique (PK) 32,7 de la ligne Yosan. Elle marque le début de la ligne Dosan.

## Histoire
La gare de Tadotsu a été inaugurée le 23 mai 1889.

## Service des voyageurs

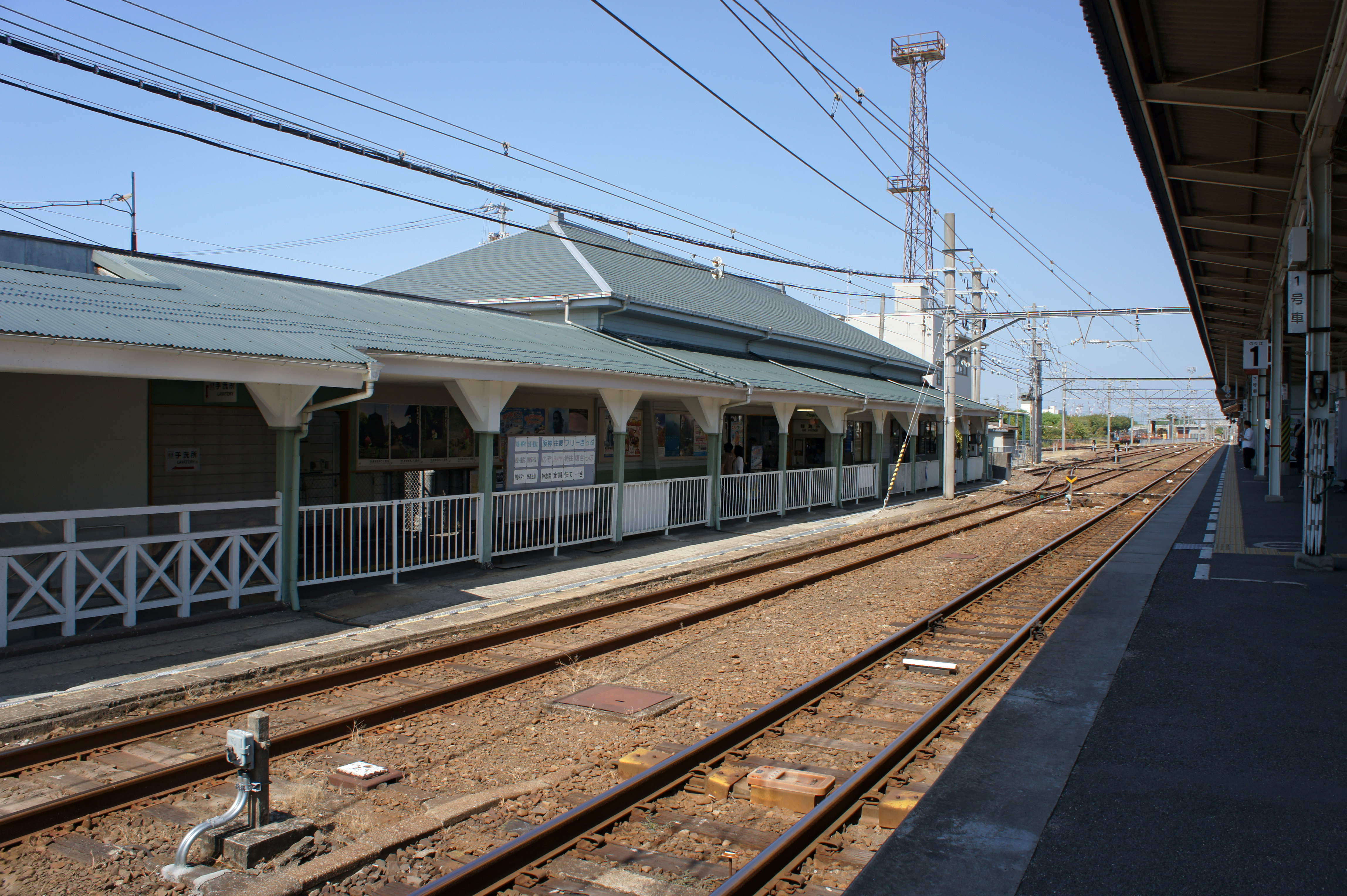
Vue des quais.

### Accueil
La gare dispose d'un bâtiment voyageurs, avec guichets, ouvert tous les jours.

### Desserte
- Ligne Yosan :
  - voies 1 et 2 : direction Utazu, Takamatsu et Okayama
  - voies 3 et 4 : direction Kan-onji et Matsuyama
- Ligne Dosan :
  - voies 3 et 4 : direction Kotohira et Kōchi